# Umivik
Umivik ou Umîvik é uma localidade abandonada no Fiorde Ammassalik. No inverno de 1884-5, 19 inuítes viviam ali em uma única habitação. A Agência Nacional de Informação Geoespacial dos Estados Unidos classificou o lugar como uma ruína do lado oeste da ilha Apusiaajik.